# Pippin Wigglesworth
Pippin Wigglesworth (* 1983 in Zürich) ist ein Schweizer Autor britischer Abstammung.
Wigglesworth besuchte eine Montessori-Grundschule, anschließend das Freie Gymnasium Zürich. Danach begann er ein Studium der Wirtschaft an der Universität Zürich, welches er jedoch abgebrochen hat. Seit 2005 ist er Betreiber eines Blogs. Er ist der Autor des 2008 erschienenen Buches Viertel nach Handgelenk (erschienen im Hungerkünstler Verlag, ISBN 978-3-033-01439-8) welches er während seines Aufenthaltes in einer Entzugsklinik aus Blog-Nachrichten seines gleichnamigen Blogs geschrieben hat. Die erste Auflage (2.000 Exemplare) ist ausverkauft.